# Gottfried Bähr
Gottfried Bähr (* 4. März 1939 in München; † 20. März 2007) war ein deutscher Wirtschaftswissenschaftler. Von 1975 bis 2004 war er Inhaber der Professur für Allgemeine Betriebswirtschaftslehre, insbesondere Betriebliches Rechnungswesen und Steuerlehre an der Universität der Bundeswehr München.

## Leben
Das Studium der Betriebswirtschaftslehre schloss er 1967 mit dem Diplom zum Kaufmann an der Universität Erlangen ab. Dort war er von 1971 bis 1975 tätig.  
Im Jahre 1972 erlangte er die Promotion zum Dr. rer. pol. Er wurde 1973 Mitglied der International Fiscal Association (IFA) und erhielt den Mitchel B. Carrol-Preis. An der Universität der Bundeswehr München lehrte er am Institut für Controlling die Fächer Prüfungs- und Rechnungswesen, Steuerlehre und betriebliche Finanzwirtschaft. 
Als Steuerberater konnte er ab 1975 nach erfolgreicher Prüfung arbeiten. Als Wirtschaftsprüfer wurde er 1991 nach dem Examen zur Wirtschaftsprüfung bestellt.
Weiterhin übte er eine Beratertätigkeit im Bayerischen Staatsministerium für Wirtschaft, Verkehr und Technologie aus. Auch lehrte er als Dozent an der Verwaltungs- und Wirtschaftsakademie in München. Er gründete mit in München das Institut für angewandte Wirtschaftsforschung.

## Schriften
- Wirtschaftsprüfung. Allgemeine Prüfungslehre, 1982,  mit Wolf F. Fischer-Winkelmann und Michael. Munkert, ISBN 3442780012
- Beck'sches Prüfungshandbuch mit Wolf F. Fischer-Winkelmann und Ludwig Kugler, München 1997, ISBN 3406334350
- Buchführung. Leitlinien und Organisation mit Wolf F. Fischer-Winkelmann und Rolf Fraling, 2002, ISBN 3409139680
- Buchführung und Jahresabschluss mit Wolf F. Fischer und Stephan List,  Ahlen 2006,  ISBN 9783834903358
- Unternehmensbewertung, Rechnungslegung und Prüfung. Festschrift für Prof. Dr. Wolf F. Fischer-Winkelmann mit Carina Auerbacher, Michael Bauer et al. 2006, ISBN 3830021011